# Мальяно-Сабіна
Мальяно-Сабіна (італ. Magliano Sabina) — муніципалітет в Італії, у регіоні Лаціо,  провінція Рієті.
Мальяно-Сабіна розташоване на відстані близько 55 км на північ від Рима, 32 км на захід від Рієті.
Населення — 3819 осіб (2014).
Щорічний фестиваль відбувається 15 травня. Покровитель — San Liberatore.

## Демографія
Населення за роками:

Станом на 1 січня 2023 року в муніципалітеті офіційно проживало 285 іноземців з 40 країн, серед них 176 громадян країн Євросоюзу та 4 громадяни України.

## Сусідні муніципалітети
- Кальві-делл'Умбрія
- Чивіта-Кастеллана
- Коллевеккьо
- Галлезе
- Монтебуоно
- Орте
- Отриколі